# Suddivisione amministrativa del Fujian
La suddivisione della provincia dello Fujian è articolata sui seguenti tre livelli: prefetture (地区 dìqū), a loro volta suddivise in contee (县 xiàn), che a loro volta sono suddivise in città (镇 zhèn).
- 9 prefetture (地区 dìqū)
  - 8 città con status di prefettura
  - 1 prefetture autonome
- 85 contee (县 xiàn)
  - 14 città con status di contea (县级市 xiànjíshì)
  - 45 contee
  - 26 distretti (市辖区 shìxiáqū)
- 1111 città (镇 zhèn) 
  - 608 città (镇 zhèn)
  - 334 comuni (乡 xiāng)
  - 18 comuni etnici (民族乡 mínzúxiāng)
  - 151 sotto-distretti (街道办事处 jiēdàobànshìchù)

| Prefetture                     | Contee e distretti        | Contee e distretti | Contee e distretti       |
| Prefetture                     | Nome                      | Cinese (S)         | Hanyu Pinyin             |
| ------------------------------ | ------------------------- | ------------------ | ------------------------ |
| Fuzhou 福州市 Fúzhōu Shì       | Gulou                     | 鼓楼区             | Gǔlóu Qū                 |
| Fuzhou 福州市 Fúzhōu Shì       | Distretto di Taijiang     | 台江区             | Táijiāng Qū              |
| Fuzhou 福州市 Fúzhōu Shì       | Distretto di Cangshan     | 仓山区             | Cāngshān Qū              |
| Fuzhou 福州市 Fúzhōu Shì       | Distretto di Mawei        | 马尾区             | Mǎwěi Qū                 |
| Fuzhou 福州市 Fúzhōu Shì       | Distretto di Jin'an       | 晋安区             | Jìn'ān Qū                |
| Fuzhou 福州市 Fúzhōu Shì       | Fuqing                    | 福清市             | Fúqīng Shì               |
| Fuzhou 福州市 Fúzhōu Shì       | Changle 1                 | 长乐市             | Chánglè Shì              |
| Fuzhou 福州市 Fúzhōu Shì       | Contea di Minhou          | 闽侯县             | Mǐnhòu Xiàn (not Mǐnhóu) |
| Fuzhou 福州市 Fúzhōu Shì       | Contea di Lianjiang 1     | 连江县             | Liánjiāng Xiàn           |
| Fuzhou 福州市 Fúzhōu Shì       | Contea di Luoyuan 1       | 罗源县             | Luóyuán Xiàn             |
| Fuzhou 福州市 Fúzhōu Shì       | Contea di Minqing         | 闽清县             | Mǐnqīng Xiàn             |
| Fuzhou 福州市 Fúzhōu Shì       | Contea di Yongtai         | 永泰县             | Yǒngtài Xiàn             |
| Fuzhou 福州市 Fúzhōu Shì       | Contea di Pingtan         | 平潭县             | Píngtán Xiàn             |
| Nanping 南平市 Nánpíng Shì     | Distretto di Yanping      | 延平区             | Yánpíng Qū               |
| Nanping 南平市 Nánpíng Shì     | Shaowu                    | 邵武市             | Shàowǔ Shì               |
| Nanping 南平市 Nánpíng Shì     | Wuyishan                  | 武夷山市           | Wǔyíshān Shì             |
| Nanping 南平市 Nánpíng Shì     | Jian'ou                   | 建瓯市             | Jiàn'ōu Shì              |
| Nanping 南平市 Nánpíng Shì     | Jianyang                  | 建阳市             | Jiànyáng Shì             |
| Nanping 南平市 Nánpíng Shì     | Contea di Shunchang       | 顺昌县             | Shùnchāng Xiàn           |
| Nanping 南平市 Nánpíng Shì     | Contea di Pucheng         | 浦城县             | Pǔchéng Xiàn             |
| Nanping 南平市 Nánpíng Shì     | Contea di Guangze         | 光泽县             | Guāngzé Xiàn             |
| Nanping 南平市 Nánpíng Shì     | Contea di Songxi          | 松溪县             | Sōngxī Xiàn              |
| Nanping 南平市 Nánpíng Shì     | Contea di Zhenghe         | 政和县             | Zhènghé Xiàn             |
| Sanming 三明市 Sānmíng Shì     | Distretto di Meilie       | 梅列区             | Méiliè Qū                |
| Sanming 三明市 Sānmíng Shì     | Distretto di Sanyuan      | 三元区             | Sānyuán Qū               |
| Sanming 三明市 Sānmíng Shì     | Yong'an                   | 永安市             | Yǒng'ān Shì              |
| Sanming 三明市 Sānmíng Shì     | Contea di Mingxi          | 明溪县             | Míngxī Xiàn              |
| Sanming 三明市 Sānmíng Shì     | Contea di Qingliu         | 清流县             | Qīngliú Xiàn             |
| Sanming 三明市 Sānmíng Shì     | Contea di Ninghua         | 宁化县             | Nínghuà Xiàn             |
| Sanming 三明市 Sānmíng Shì     | Contea di Datian          | 大田县             | Dàtián Xiàn              |
| Sanming 三明市 Sānmíng Shì     | Contea di Youxi           | 尤溪县             | Yóuxī Xiàn               |
| Sanming 三明市 Sānmíng Shì     | Contea di Sha             | 沙县               | Shā Xiàn                 |
| Sanming 三明市 Sānmíng Shì     | Contea di Jiangle         | 将乐县             | Jiānglè Xiàn             |
| Sanming 三明市 Sānmíng Shì     | Contea di Taining         | 泰宁县             | Tàiníng Xiàn             |
| Sanming 三明市 Sānmíng Shì     | Contea di Jianning        | 建宁县             | Jiànníng Xiàn            |
| Putian 莆田市 Pútián Shì       | Distretto di Chengxiang   | 城厢区             | Chéngxiāng Qū            |
| Putian 莆田市 Pútián Shì       | Distretto di Hanjiang     | 涵江区             | Hánjiāng Qū              |
| Putian 莆田市 Pútián Shì       | Distretto di Licheng      | 荔城区             | Lìchéng Qū               |
| Putian 莆田市 Pútián Shì       | Distretto di Xiuyu ²      | 秀屿区             | Xiùyǔ Qū                 |
| Putian 莆田市 Pútián Shì       | Contea di Xianyou         | 仙游县             | Xiānyóu Xiàn             |
| Quanzhou 泉州市 Quánzhōu Shì   | Distretto di Licheng      | 鲤城区             | Lǐchéng Qū               |
| Quanzhou 泉州市 Quánzhōu Shì   | Distretto di Fengze       | 丰泽区             | Fēngzé Qū                |
| Quanzhou 泉州市 Quánzhōu Shì   | Distretto di Luojiang     | 洛江区             | Luòjiāng Qū              |
| Quanzhou 泉州市 Quánzhōu Shì   | Distretto di Quangang     | 泉港区             | Quángǎng Qū              |
| Quanzhou 泉州市 Quánzhōu Shì   | Shishi                    | 石狮市             | Shíshī Shì               |
| Quanzhou 泉州市 Quánzhōu Shì   | Jinjiang                  | 晋江市             | Jìnjiāng Shì             |
| Quanzhou 泉州市 Quánzhōu Shì   | Nan'an                    | 南安市             | Nán'ān Shì               |
| Quanzhou 泉州市 Quánzhōu Shì   | Contea di Hui'an          | 惠安县             | Huì'ān Xiàn              |
| Quanzhou 泉州市 Quánzhōu Shì   | Contea di Anxi            | 安溪县             | Ānxī Xiàn                |
| Quanzhou 泉州市 Quánzhōu Shì   | Contea di Yongchun        | 永春县             | Yǒngchūn Xiàn            |
| Quanzhou 泉州市 Quánzhōu Shì   | Contea di Dehua           | 德化县             | Déhuà Xiàn               |
| Quanzhou 泉州市 Quánzhōu Shì   | Contea di Quemoy 金門縣 ² |                    |                          |
| Xiamen 厦门市 Xiàmén Shì       | Distretto di Siming       | 思明区             | Sīmíng Qū                |
| Xiamen 厦门市 Xiàmén Shì       | Distretto di Haicang      | 海沧区             | Hǎicāng Qū               |
| Xiamen 厦门市 Xiàmén Shì       | Distretto di Huli         | 湖里区             | Húlǐ Qū                  |
| Xiamen 厦门市 Xiàmén Shì       | Distretto di Jimei        | 集美区             | Jíměi Qū                 |
| Xiamen 厦门市 Xiàmén Shì       | Distretto di Tong'an      | 同安区             | Tóng'ān Qū               |
| Xiamen 厦门市 Xiàmén Shì       | Distretto di Xiang'an     | 翔安区             | Xiáng'ān Qū              |
| Zhangzhou 漳州市 Zhāngzhōu Shì | Distretto di Xiangcheng   | 芗城区             | Xiāngchéng Qū            |
| Zhangzhou 漳州市 Zhāngzhōu Shì | Distretto di Longwen      | 龙文区             | Lóngwén Qū               |
| Zhangzhou 漳州市 Zhāngzhōu Shì | Longhai                   | 龙海市             | Lónghǎi Shì              |
| Zhangzhou 漳州市 Zhāngzhōu Shì | Contea di Yunxiao         | 云霄县             | Yúnxiāo Xiàn             |
| Zhangzhou 漳州市 Zhāngzhōu Shì | Contea di Zhangpu         | 漳浦县             | Zhāngpǔ Xiàn             |
| Zhangzhou 漳州市 Zhāngzhōu Shì | Contea di Zhao'an         | 诏安县             | Zhào'ān Xiàn             |
| Zhangzhou 漳州市 Zhāngzhōu Shì | Contea di Changtai        | 长泰县             | Chángtài Xiàn            |
| Zhangzhou 漳州市 Zhāngzhōu Shì | Contea di Dongshan        | 东山县             | Dōngshān Xiàn            |
| Zhangzhou 漳州市 Zhāngzhōu Shì | Contea di Nanjing         | 南靖县             | Nánjìng Xiàn             |
| Zhangzhou 漳州市 Zhāngzhōu Shì | Contea di Pinghe          | 平和县             | Pínghé Xiàn              |
| Zhangzhou 漳州市 Zhāngzhōu Shì | Contea di Hua'an          | 华安县             | Huá'ān Xiàn              |
| Longyan 龙岩市 Lóngyán Shì     | Distretto di Xinluo       | 新罗区             | Xīnluó Qū                |
| Longyan 龙岩市 Lóngyán Shì     | Zhangping                 | 漳平市             | Zhāngpíng Shì            |
| Longyan 龙岩市 Lóngyán Shì     | Contea di Changting       | 长汀县             | Chángtīng Xiàn           |
| Longyan 龙岩市 Lóngyán Shì     | Contea di Yongding        | 永定县             | Yǒngdìng Xiàn            |
| Longyan 龙岩市 Lóngyán Shì     | Contea di Shanghang       | 上杭县             | Shàngháng Xiàn           |
| Longyan 龙岩市 Lóngyán Shì     | Contea di Wuping          | 武平县             | Wǔpíng Xiàn              |
| Longyan 龙岩市 Lóngyán Shì     | Contea di Liancheng       | 连城县             | Liánchéng Xiàn           |
| Ningde 宁德市 Níngdé Shì       | Distretto di Jiaocheng    | 蕉城区             | Jiāochéng Qū             |
| Ningde 宁德市 Níngdé Shì       | Fu'an                     | 福安市             | Fú'ān Shì                |
| Ningde 宁德市 Níngdé Shì       | Fuding                    | 福鼎市             | Fúdǐng Shì               |
| Ningde 宁德市 Níngdé Shì       | Contea di Shouning        | 寿宁县             | Shòuníng Xiàn            |
| Ningde 宁德市 Níngdé Shì       | Contea di Xiapu           | 霞浦县             | Xiápǔ Xiàn               |
| Ningde 宁德市 Níngdé Shì       | Contea di Zherong         | 柘荣县             | Zhèróng Xiàn             |
| Ningde 宁德市 Níngdé Shì       | Contea di Pingnan         | 屏南县             | Píngnán Xiàn             |
| Ningde 宁德市 Níngdé Shì       | Contea di Gutian          | 古田县             | Gǔtián Xiàn              |
| Ningde 宁德市 Níngdé Shì       | Contea di Zhouning        | 周宁县             | Zhōuníng Xiàn            |